# 22666 Josephchurch
22666 Josephchurch este un asteroid din centura principală de asteroizi.

## Descriere
22666 Josephchurch este un asteroid din centura principală de asteroizi. A fost descoperit pe 17 august 1998 la Socorro, New Mexico, în cadrul proiectului LINEAR. Asteroidul prezintă o orbită caracterizată de o semiaxă mare de 2,47 ua, o excentricitate de 0,12 și o înclinație de 5,5° în raport cu ecliptica.